# Boulay-les-Ifs

Boulay-les-Ifs este o comună în departamentul Mayenne, Franța. În 2009 avea o populație de 162 de locuitori.